# Зур (коммуна)
Зур (нем. Suhr AG) — коммуна в Швейцарии, в кантоне Аргау.
Входит в состав округа Арау. Население коммуны составляет 11 340 человек (31 декабря 2023). Официальный код — 4012.